# The Wild Robot
The Wild Robot is een Amerikaanse animatiefilm uit 2024 van DreamWorks, geschreven en geregisseerd door Chris Sanders en gebaseerd op de gelijknamige boekenreeks van Peter Brown.

## Verhaal
De robot "ROZZUM-unit7134", kortweg ‘Roz’ lijdt schipbreuk op een onbewoond eiland en moet leren zich aan te passen aan de barre omgeving, waarbij hij geleidelijk relaties opbouwt met de dieren op het eiland en de adoptieouder wordt van een verweesd gansje.

## Stemverdeling
| Personage                | Engelse stem     | Nederlandse stem  | Vlaamse stem       |
| ------------------------ | ---------------- | ----------------- | ------------------ |
| ROZZUM unit 7134 ('Roz') | Lupita Nyong'o   | Sosha Duysker     | Esther Nwanu       |
| Fink                     | Pedro Pascal     | Gijs Naber        | Stan Van Samang    |
| Brightbill               | Kit Connor       | Matheu Hinzen     | Aaron Blommaert    |
| Longneck                 | Bill Nighy       | Thom Hoffman      | Rikkert Van Dijck  |
| Vontra                   | Stephanie Hsu    | Tara Hetharia     | Cathy Petit        |
| Paddler                  | Matt Berry       | Jack Wouterse     | Govert Deploige    |
| Thunderbolt              | Ving Rhames      | Murth Mossel      | Prince K. Appiah   |
| Thorn                    | Mark Hamill      | Milan van Weelden | Jenne Decleir      |
| Pinktail                 | Catherine O'Hara | Beatrijs Sluijter | Isabelle Van Hecke |
| Baby Brightbill          | Boone Storm      |                   | Nand Van Nylen     |

De dierengeluiden worden ingesproken door Dee Bradley Baker. In de Nederlandse nasynchronisatie worden de overige rollen ingesproken door: Kes van den Broek (als Sneeuwdons), Silver Metz (als Gent), Roman Derwig (als Veder) en Niels Schlimback (als Gakker).

## Productie
DreamWorks kondigde in september 2023 een animatiefilm aan gebaseerd op de boekenreeks The Wild Robot, geschreven en geregisseerd door Chris Sanders, geproduceerd door Jeff Hermann en met Sanders' vaste samenwerkingspartner Dean DeBlois als uitvoerend producent. Sanders liet zich inspireren door klassieke Disney-animatiefilms en het werk van Hayao Miyazaki. Het zou de laatste film zijn die volledig intern bij DreamWorks zou worden geanimeerd, aangezien in oktober 2023 werd gemeld dat de studio na 2024 zou overstappen van het intern produceren van films naar een meer afhankelijkheid van externe studio's.
Op 5 maart 2024, met de release van de eerste trailer van de film, werd de stemmencast bekendgemaakt met Lupita Nyong'o, Pedro Pascal, Catherine O'Hara, Bill Nighy, Kit Connor, Stephanie Hsu, Mark Hamill, Matt Berry en Ving Rhames.

### Muziek
Kris Bowers componeerde de filmmuziek, wat zijn eerste score voor een animatiefilm zal zijn. Emma Bale zong de titelsong "Raak de wolken aan" voor de Vlaamse versie.

## Release en ontvangst
The Wild Robot ging op 8 september 2024 in première op het Internationaal filmfestival van Toronto, en ging op 27 september 2024 in première in de Amerikaanse bioscopen. De film kreeg overwegend positieve kritieken van de filmcritici, met een score van 98% op Rotten Tomatoes, gebaseerd op 133 beoordelingen.

### Kassaopbrengsten
The Wild Robot ging in de Amerikaanse bioscopen in première naast Megalopolis met de verwachting van een bruto opbrengst in het openingsweekend van 24 à 30 miljoen Amerikaanse dollars in 3962 bioscopen. De film bracht uiteindelijk 35 miljoen dollar op in zijn openingsweekend en eindigde daarmee op de eerste plaats aan de kassa. Op 29 september 2024 had de film, samen met de opbrengst van 18,1 miljoen dollar in de andere gebieden, een totale opbrengst van 53,1 miljoen dollar.

## Prijzen en nominaties
De belangrijkste:
| Jaar | Prijs                   | Categorie                              | Genomineerde(n)                                                                                  | Uitslag     |
| ---- | ----------------------- | -------------------------------------- | ------------------------------------------------------------------------------------------------ | ----------- |
| 2025 | Academy Awards (Oscars) | Beste animatiefilm                     | Beste animatiefilm                                                                               | Genomineerd |
| 2025 | Academy Awards (Oscars) | Beste originele muziek                 | Kris Bowers                                                                                      | Genomineerd |
| 2025 | Academy Awards (Oscars) | Beste geluid                           | Randy Thom, Brian Chumney, Gary A. Rizzo en Leff Lefferts                                        | Genomineerd |
| 2025 | Golden Globes           | Beste film – animatie                  | Beste film – animatie                                                                            | Genomineerd |
| 2025 | Golden Globes           | Beste filmmuziek                       | Kris Bowers                                                                                      | Genomineerd |
| 2025 | Golden Globes           | Beste nummer                           | "Kiss the Sky" (Jordan K. Johnson, Stefan Johnson, Maren Morris, Michael Pollack en Ali Tamposi) | Genomineerd |
| 2025 | Golden Globes           | "Cinematic and Box Office Achievement" | "Cinematic and Box Office Achievement"                                                           | Genomineerd |